# Theodore Roosevelt Lake
Theodore Roosevelt Lake (meestal Roosevelt Lake genoemd, soms Lake Roosevelt) is een groot stuwmeer gevormd door de Theodore Rooseveltdam op de Salt River in de Amerikaanse staat Arizona dat werd aangelegd als onderdeel van het Salt River Project (SRP). Het Theodore Roosevelt Lake, gelegen op ongeveer 130 km ten noordoosten van Phoenix in de Salt River Valley, is het grootste meer of reservoir dat volledig in de staat Arizona ligt (Lake Mead en Lake Powell zijn groter, maar liggen beide gedeeltelijk in de aangrenzende staten Nevada en Utah respectievelijk). Het reservoir en de gemetselde dam die het creëerde, Rooseveltdam, zijn beide vernoemd naar de Amerikaanse president Theodore Roosevelt, die de dam op 18 maart 1911 zelf inhuldigde. Roosevelt Lake is een populaire recreatiebestemming in het Tonto National Forest, beheerd door de United States Forest Service die ook de faciliteiten aan het meer beheert.
Roosevelt Lake is de oudste van de zes stuwmeren die zijn aangelegd en geëxploiteerd door het Salt River Project. Het heeft ook de grootste opslagcapaciteit van de SRP-meren met de mogelijkheid om 2.039 km³ water op te slaan wanneer de instandhoudingslimiet van de Rooseveltdam is bereikt. Dammen worden gebouwd voor meerdere doeleinden, waaronder overstromingsbeheersing en watervoorziening. De instandhoudingslimiet is een sleutelfactor bij het balanceren van deze concurrerende behoeften. Op dit peil bevat het stuwmeer normaal voldoende water voor een continue watervoorziening stroomafwaarts te bieden en voldoende capaciteit om overstromingen van het stuwmeer bij plotse wateraanvoer op te vangen. Wanneer de dam door grote watervolumes in de overstromingsbeheersingsmodus staat, kan het meer 3.590 km³ water opslaan, Het US Army Corps of Engineers vereist echter dat al het water boven de instandhoudingslimiet binnen 20 dagen uit het meer wordt geloosd.

## Geografie
Roosevelt Lake ligt in centraal Arizona, bijna volledig in Gila County, hoewel een klein deel in Maricopa County ligt. Gelegen op ongeveer 6 km stroomopwaarts van Apache Lake (het volgende SRP-reservoir op de Salt River), beslaat Roosevelt Lake ongeveer 16 km van de oorspronkelijke rivierbedding van de Salt River. Het meer strekt zich ook uit over ongeveer 13 km langs Tonto Creek, een belangrijke zijrivier van de Salt River wiens bron noordelijker in de Mogollon Rim bergkam ontspringt.
Het meer beslaat een groot deel van het zuidelijke deel van het Tonto Creek-bekken, een laaggelegen gebied tussen het Sierra Ancha Mountains, het Mazatzal Mountains (inclusief de Four Peaks) en de Superstition Mountains. Arizona State Route 188, geklasseerd als National Scenic Byway, loopt voor een groot deel van zijn lengte langs de oever van het meer. Tonto National Monument ligt 6 km ten oosten van de Rooseveltdam. 

## Recreatie en wildleven
Tonto National Forest exploiteert kampeer- en recreatiezones voor dagrecreanten rond Roosevelt Lake.
Vissen is een veel voorkomende recreatieve activiteit bij Roosevelt Lake. Het meer is de thuisbasis van een verscheidenheid aan typische vissoorten populair bij sportvissen, waaronder crappie, karpers, zonnebaarzen, platkopkatvissen, kanaalmeervallen, kleinbekbaarzen en forelbaarzen. Er was een vislimiet voor de grootte van baarzen die minimaal 33 en maximaal 41 cm (13 en 16 inch) lengte mogen hebben, en waarvan er ook maar één per dag gevist mocht worden.
Lake Roosevelt was ooit de habitat van een van de belangrijkste populaties van de in heel de Verenigde Staten bedreigde wilgenfeetiran, en dus de ondersoort Empidonax traillii extimus (Engels: southwestern willow flycatcher). Sinds de grote volumetoename van het meer die incidenteel voorkwam na zware regenval in de winter van 2005, is evenwel de status van de populatie onduidelijk.
Er zijn verschillende Arizona Trail-trailheads in de buurt. Het 1.300 km lange paden dat zich uitstrekt van de grens tussen Arizona en Mexico tot Utah steekt de Salt River over langs de State Route 188 via de Theodore Roosevelt Lake Bridge die het Theodore Roosevelt Lake oversteekt, net ten noordoosten van de Rooseveltdam.
400 m van de oevers van het meer, langs de zuidoostelijke zijde, ligt ook de Grapevine Airstrip, een kleine recreatieve landingsbaan voor general aviation. Op de landingsbaan worden meerdere fly-ins (kleine vliegshows) per jaar georganiseerd.